# Alliance française

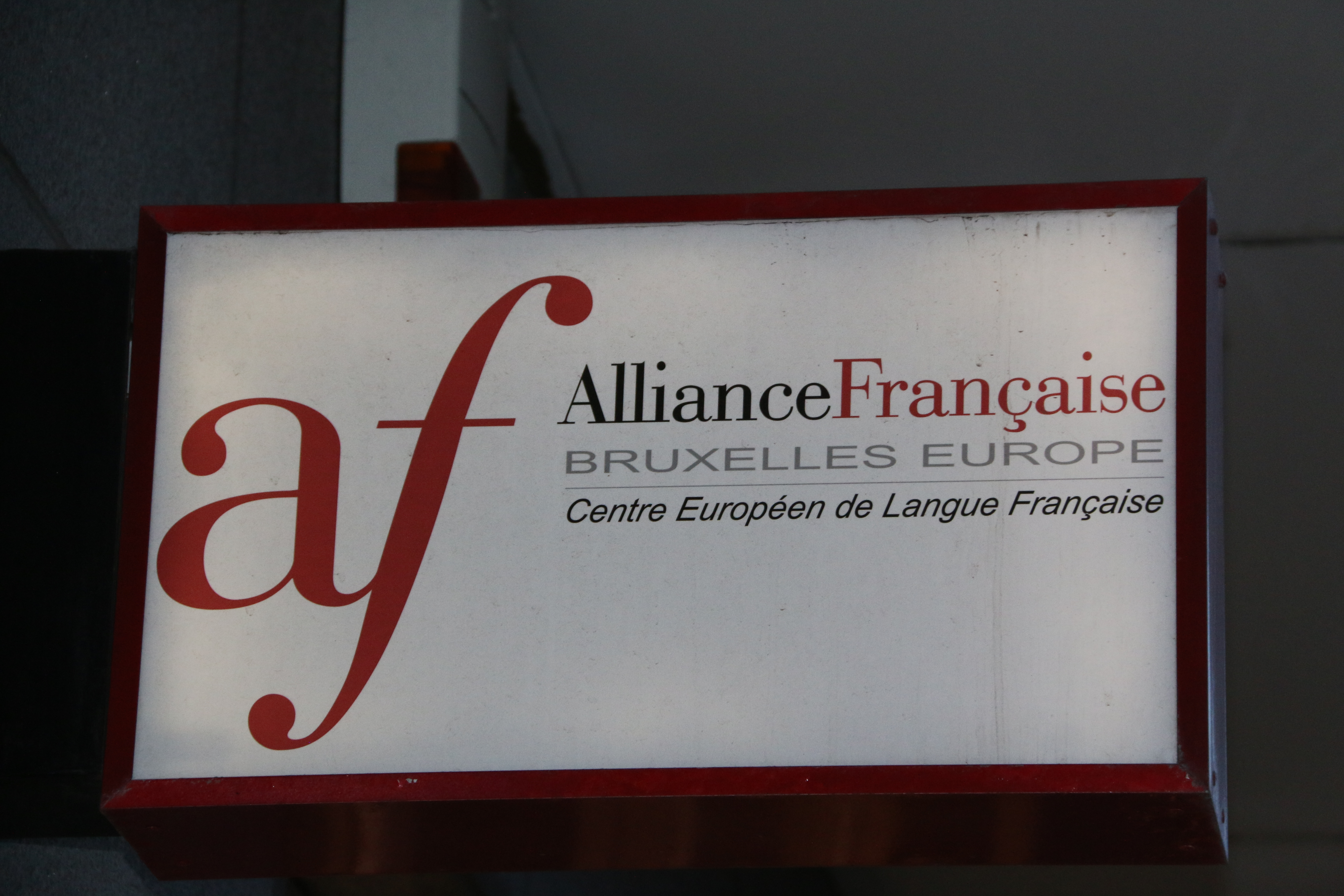
De AF in Brussel

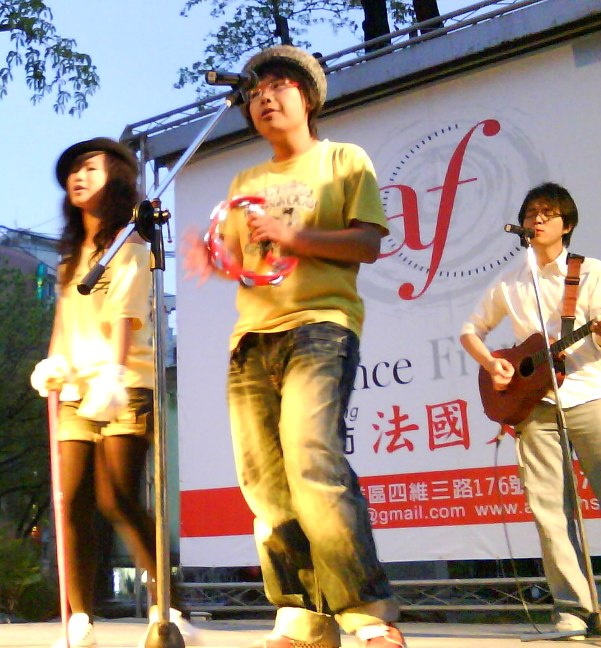
Optreden georganiseerd door de AF Taiwan

De Alliance française is een van origine Franse organisatie, in 1883 opgericht in Parijs, met als doel de Franse taal en de Franse cultuur internationaal te bevorderen. In 2013 had de Alliance française 1040 afdelingen in 136 landen.

## Nederland
In Nederland bestaat de Alliance française sinds 1888. De Alliance française heeft in Nederland 33 cursuscentra. Er worden Franse taallessen gegeven en andere activiteiten georganiseerd. Aansluitend op de lessen is een examen mogelijk. De examens worden in Den Haag afgelegd op de verschillende beheersingsniveaus van het Europees referentiekader. Op bijeenkomsten van de organisatie wordt voornamelijk Frans met elkaar gesproken.

## België
In België heeft de Alliance française een vestiging op de Kunstlaan in Brussel (Alliance française Bruxelles-Europe). Er worden Franse taallessen gegeven en activiteiten georganiseerd.
Naast taalcursussen worden activiteiten georganiseerd die te maken hebben met de cultuur van Frankrijk. Jaarlijks organiseert de Alliance in Nederland bijvoorbeeld het Concours de la Chanson, meestal in Diligentia in Den Haag.

## Suriname
In Paramaribo bevindt zich een vestiging van de Alliance française. Na enkele jaren gesloten te zijn, werd deze in 2023 aan de Letitia Vriesdelaan heropend. Hier bevindt zich een Franse bistro, wordt gedebatteerd, worden Franse films vertoond en cursussen Frans gegeven; het vak Frans bevindt zich sinds 1973 niet meer in het Surinaamse vakkenpakket. in Albina, aan de grens met Frans-Guyana, is rond 2020 weer begonnen met Frans op school. Jaarlijks worden in Paramaribo de Franse Dagen en het Fête de la musique georganiseerd.